# Поґожелиця (гміна Реваль)
Поґожелиця (пол. Pogorzelica, нім. Fischerkaten) — село в Польщі, у гміні Реваль Ґрифицького повіту Західнопоморського воєводства.
Населення — 140 осіб (2011).

## Демографія
Демографічна структура станом на 31 березня 2011 року:
|          | Загалом | Допрацездатний вік | Працездатний вік | Постпрацездатний вік |
| -------- | ------- | ------------------ | ---------------- | -------------------- |
| Чоловіки | 74      | 14                 | 50               | 10                   |
| Жінки    | 66      | 8                  | 41               | 17                   |
| Разом    | 140     | 22                 | 91               | 27                   |